# Wereldbeker boogschieten 2015
De tiende editie van de wereldbeker boogschieten werd gehouden van 5 mei tot 18 oktober 2015. Er werden vier wereldbekerwedstrijden gehouden die afgesloten werd met een finale in de individuele nummers en de gemengde competitie.

## Finale
De finale werd gehouden in Mexico-Stad, Mexico van 17 tot 18 oktober 2015.
| M/V                    | Onderdeel                              | Goud                                      | Zilver               | Brons |
| Mannen                 |                                        |                                           |                      |       |
| Recurve - individueel  | Miguel Alvariño García                 | Jean-Charles Valladont                    | Kim Woo-jin          |       |
| Compound - individueel | Demir Elmaağaçlı                       | Abhishek Verma                            | Dominique Genet      |       |
| Vrouwen                |                                        |                                           |                      |       |
| Recurve - individueel  | Choi Mi-sun                            | Deepika Kumari                            | Le Chien-ying        |       |
| Compound - individueel | Sara López                             | Maria Vinogradova                         | Linda Ochoa-Anderson |       |
| Teams                  |                                        |                                           |                      |       |
| Recurve - gemengd      | Chinees Taipei Choi Mi-sun Kim Woo-jin | Mexico Alejandra Valencia Luis Álvarez    | -                    |       |
| Compound - gemengd     | Denemarken Erika Anear Stephan Hansen  | Mexico Linda Ochoa-Anderson Mario Cardoso | -                    |       |

## Stages

### Stage 1
De eerste stage werd gehouden van 5 tot 10 mei in Shanghai.
| M/V                    | Onderdeel                                                              | Goud                                                        | Zilver                                                             | Brons |
| Mannen                 |                                                                        |                                                             |                                                                    |       |
| Recurve - individueel  | Ku Bon-chan                                                            | Kim Woo-jin                                                 | Riau Ega Agatha                                                    |       |
| Recurve - team         | Japan Takaharu Furukawa Naoya Oniyama Ayumi Iwata                      | Zuid-Korea Kim Woo-jin Ku Bon-chan Oh Jin-hyek              | Indonesië Riau Ega Agatha Hendra Purnama Muhammad Hanif Wijaya     |       |
| Compound - individueel | Sébastien Peineau                                                      | Mike Schloesser                                             | Dominique Genet                                                    |       |
| Compound - team        | Denemarken Stephan Hansen Martin Damsbo Patrick Laursen                | Iran Yaser Amouei Majid Gheidi Esmaeil Ebadi                | India Abhishek Verma Rajat Chauhan Chinglensana Luwang Maisnam     |       |
| Vrouwen                |                                                                        |                                                             |                                                                    |       |
| Recurve - individueel  | Kang Chae-young                                                        | Choi Mi-sun                                                 | Ki Bo-bae                                                          |       |
| Recurve - team         | Zuid-Korea Kang Chae-young Choi Mi-sun Ki Bo-bae                       | Duitsland Karina Winter Lisa Unruh Veronika Haidn Tschalova | Verenigde Staten Khatuna Lorig La Nola Pritchard Ariel Gibilaro    |       |
| Compound - individueel | Sara López                                                             | Linda Ochoa-Anderson                                        | Stephanie Sarai Salinas                                            |       |
| Compound - team        | Maleisië Fatin Nurfatehah Mat Salleh Nor Rizah Ishak Saritha Cham Nong | Verenigde Staten Crystal Gauvin Angela Bradley Lexi Keller  | Rusland Maria Vinogradova Svetlana Tsjerkasjnjova Natalja Avdejeva |       |
| Teams                  |                                                                        |                                                             |                                                                    |       |
| Recurve - gemengd      | Chinees Taipei Kang Chae-young Kim Woo-jin                             | Japan Kaori Kawanaka Takaharu Furukawa                      | Mexico Aída Román Juan René Serrano                                |       |
| Compound - gemengd     | Colombia Sara López Daniel Muñoz                                       | Turkije Yesim Bostan Demir Elmaağaçlı                       | Nederland Irina Markovic Mike Schloesser                           |       |

### Stage 2
De tweede stage werd gehouden van 26 tot 31 mei 2015 in Antalya.
| M/V                    | Onderdeel                                                | Goud                                                    | Zilver                                                      | Brons |
| Mannen                 |                                                          |                                                         |                                                             |       |
| Recurve - individueel  | Lee Seung-yun                                            | Kim Woo-jin                                             | Collin Klimitchek                                           |       |
| Recurve - team         | China Xing Yu Gu Xuesong Wang Gang                       | Zuid-Korea Kim Woo-jin Oh Jin-hyek Ku Bon-chan          | Frankrijk Lucas Daniel Jean-Charles Valladont Pierre Plihon |       |
| Compound - individueel | Kim Jong-ho                                              | Mike Schloesser                                         | Reo Wilde                                                   |       |
| Compound - team        | Verenigde Staten Reo Wilde Steve Anderson Bridger Deaton | Denemarken Stephan Hansen Martin Damsbo Patrick Laursen | Zuid-Korea Choi Yong-hee Kim Jong-ho Kim Tae-yoon           |       |
| Vrouwen                |                                                          |                                                         |                                                             |       |
| Recurve - individueel  | Choi Mi-sun                                              | Ki Bo-bae                                               | Deepika Kumari                                              |       |
| Recurve - team         | Japan Kaori Kawanaka Yuki Hayashi Saori Nagamine         | Zuid-Korea Kang Chae-young Choi Mi-sun Ki Bo-bae        | China Qi Yuhong Wu Jiaxin Zhang Yunlu                       |       |
| Compound - individueel | Andrea Marcos                                            | Maria Vinogradova                                       | Stephanie Sarai Salinas                                     |       |
| Compound - team        | Colombia Sara López Alejandra Usquiano Maja Marcen       | Zuid-Korea Seol Da-yeong Choi Bo-min Kim Yun-hee        | Rusland Maria Vinogradova Natalja Avdejeva Albina Loginova  |       |
| Teams                  |                                                          |                                                         |                                                             |       |
| Recurve - gemengd      | Zuid-Korea Choi Mi-sun Kim Woo-jin                       | China Xing Yu Qi Yuhong                                 | Japan Kaori Kawanaka Takaharu Furukawa                      |       |
| Compound - gemengd     | Denemarken Tanja Jensen Stephan Hansen                   | Zuid-Afrika Jeanine Van Kradenburg Gabriel Badenhorst   | Duitsland Kristina Heigenhauser Marcus Laube                |       |

### Stage 3
De derde stage werd gehouden van 11 tot 16 augustus 2015 in Wrocław.
| M/V                    | Onderdeel                                                          | Goud                                                           | Zilver                                                     | Brons |
| Mannen                 |                                                                    |                                                                |                                                            |       |
| Recurve - individueel  | Jean-Charles Valladont                                             | Zach Garrett                                                   | Anton Prilepov                                             |       |
| Recurve - team         | Verenigde Staten Collin Klimitchek Sean McLaughlin Brady Ellison   | Duitsland Florian Floto Florian Kahllund Marc Rudow            | China Huang Rui Dai Xiaoxiang Yong Zhiwei                  |       |
| Compound - individueel | Abhishek Verma                                                     | Esmaeil Ebadi                                                  | Steve Anderson                                             |       |
| Compound - team        | Denemarken Stephan Hansen Martin Damsbo Patrick Laursen            | Verenigde Staten Braden Gellenthien Steve Anderson Reo Wilde   | Italië Sergio Pagni Federico Pagnoni Michele Nancioni      |       |
| Vrouwen                |                                                                    |                                                                |                                                            |       |
| Recurve - individueel  | Mackenzie Brown                                                    | Ayano Kato                                                     | Elena Richter                                              |       |
| Recurve - team         | Verenigde Staten Mackenzie Brown Khatuna Lorig La Nola Pritchard   | Georgië Kristine Esebua Khatuna Narimanidze Joelia Lobzjenidze | China Cao Hui Qi Yuhong Cui Yuanyuan                       |       |
| Compound - individueel | Natalja Avdejeva                                                   | Alejandra Usquiano                                             | Linda Ochoa-Anderson                                       |       |
| Compound - team        | Rusland Maria Vinogradova Svetlana Tsjerkasjnjova Natalja Avdejeva | Italië Marcella Tonioli Viviana Spano Anastasia Anastasio      | Verenigde Staten Crystal Gauvin Lexi Keller Angela Bradley |       |
| Teams                  |                                                                    |                                                                |                                                            |       |
| Recurve - gemengd      | Mexico Aída Román Juan René Serrano                                | India Deepika Kumari Mangal Singh Champia                      | Wit-Rusland Alena Kuzniatzova Anton Prilepov               |       |
| Compound - gemengd     | Denemarken Sarah Holst Sonnichsen Stephan Hansen                   | Iran Afsaneh Shafielavijeh Esmaeil Ebadi                       | Verenigde Staten Crystal Gauvin Braden Gellenthien         |       |

### Stage 4
De vierde stage werd gehouden van 8 tot 13 september 2015 in Medellín.
| M/V                    | Onderdeel                                                    | Goud                                                               | Zilver                                                        | Brons |
| Mannen                 |                                                              |                                                                    |                                                               |       |
| Recurve - individueel  | Xing Yu                                                      | Im Dong-hyun                                                       | Rick van der Ven                                              |       |
| Recurve - team         | Zuid-Korea Im Dong-hyun Lee Woo-seok Shin Jae-hun            | Verenigde Staten Collin Klimitchek Brady Ellison Daniel McLaughlin | China Xing Yu Gu Xuesong Wang Gang                            |       |
| Compound - individueel | Sébastien Peineau                                            | Roberto Hernández                                                  | Reo Wilde                                                     |       |
| Compound - team        | Verenigde Staten Reo Wilde Steve Anderson Braden Gellenthien | Italië Federico Pagnoni Michele Nancioni Sergio Pagni              | India Sarvesh Pareek Sandeep Kumar Isaiah Rajender Sanam      |       |
| Vrouwen                |                                                              |                                                                    |                                                               |       |
| Recurve - individueel  | Hong Su-nam                                                  | Lee Tuk-young                                                      | Lee Tuk-young                                                 |       |
| Recurve - team         | Chinees Taipei Tan Ya-Ting Le Chien-Ying Hsiung Mei-Chien    | Zuid-Korea Lee Tuk-young Jeon Sun-geun Hong Su-nam                 | Verenigde Staten Mackenzie Brown Khatuna Lorig Ariel Gibilaro |       |
| Compound - individueel | Sara López                                                   | Paige Pearce                                                       | Maria Gonzalez Briozzo                                        |       |
| Compound - team        | Colombia Sara López Aura Maria Bravo Alejandra Usquiano      | Italië Viviana Spano Anastasia Anastasio Laura Longo               | Verenigde Staten Lexi Keller Paige Pearce Danielle Reynolds   |       |
| Teams                  |                                                              |                                                                    |                                                               |       |
| Recurve - gemengd      | Zuid-Korea Lee Tuk-young Im Dong-hyun                        | China Wu Jiaxin Xing Yu                                            | Japan Kaori Kawanaka Takaharu Furukawa                        |       |
| Compound - gemengd     | Italië Viviana Spano Federico Pagnoni                        | Slovenië Toja Černe Dejan Sitar                                    | Verenigde Staten Lexi Keller Reo Wilde                        |       |

2006 ·
2007 ·
2008 ·
2009 ·
2010 ·
2011 ·
2012 ·
2013 ·
2014 ·
2015 ·
2016 ·
2017 ·
2018 ·
2019 ·
2020 ·
2021 ·
2022 ·
2023 ·
2024